# 奥伦堡足球俱乐部
奥倫堡足球俱樂部（FC Orenburg）是位于奥伦堡的一个俄罗斯职业足球俱乐部，成立于1976年。它在俄罗斯足球超级联赛中参赛。

## 历史
从1976年到1982年，再从1989年至今，它都是职业足球俱乐部（1976年之前，曾有另一个奥伦堡的球队，奥伦堡洛科莫里夫，在1960-1962年在苏联第二级别联赛参赛）。1989年，加佐维奇队又名“进步奥伦堡队”，在俄乙联赛第五区比赛，1993年降入丙级联赛。他们在俄丙联赛第五区一直踢到1997年才回到俄乙联赛。他们在2006年、2007年和2008年的赛季中获得了乌拉尔波沃尔兹(俄罗斯的伏尔加地区)的亚军，并最终在2010年获得了冠军冲入俄甲联赛。
2016年5月2日，俱乐部在2015-16赛季的俄罗斯国家足球联赛中获得了前两名的成绩，升入2016-17赛季的俄罗斯超级联赛，这是俱乐部历史上第一次。
2016年5月25日，俱乐部从“加佐维奇奥伦堡队”改名“奥伦堡队”。
2016-17赛季末，他们在保级附加赛中因点球大战输给哈巴罗夫斯克能源队，降回俄甲联赛。